# Ly thân
Ly thân mô tả quan hệ vợ chồng theo đó hai người không còn chung sống, ăn ở với nhau, nhưng vẫn chưa ly hôn. Vợ chồng thường tự thỏa thuận với nhau để sống ly thân chứ không cần phải ra tòa, và trên pháp lý thì họ vẫn là vợ chồng. Ly thân tạo cơ hội cho vợ hay chồng sống riêng biệt mà không phải cần ly dị.
Mục đích của ly thân là để giảm thiểu những căng thẳng, xung đột giữa vợ và chồng, đồng thời để các bên có thời gian suy ngẫm, ăn năn hối lỗi, khắc phục lỗi lầm, tha thứ cho nhau... để sau đó vợ chồng lại đoàn tụ, tiếp tục chung sống. Ly thân không làm chấm dứt mối quan hệ pháp lý giữa vợ và chồng nên trong thời gian sống ly thân, các bên vẫn có đầy đủ các quyền và nghĩa vụ đối với con chung và tài sản. Như vậy, ly thân là để hướng đến sự đoàn tụ, chứ không phải để hướng đến ly hôn. Với ý nghĩa đó, ly thân không phải là bước đệm để tiến hành ly hôn mà là cơ hội để tái gắn kết quan hệ vợ chồng.

### Tại Việt Nam
Tại Việt Nam không có quy định về vấn đề ly thân. Trong quá trình xây dựng Luật Hôn nhân và gia đình năm 2014, từng có những đề xuất bổ sung "chế định ly thân" trong luật Hôn nhân và gia đình với lý do là để bảo vệ quyền lợi của phụ nữ và trẻ em tốt hơn trong thời gian này.
Tuy nhiên, đề xuất đưa "chế định ly thân" vào Luật Hôn nhân và gia đình năm 2014  đã bị Quốc hội Việt Nam bác bỏ do vấp phải nhiều phản đối bởi những hệ lụy xấu mà chế định này có thể gây ra cho xã hội. Tuy rằng một số quốc gia đã quy định về "chế định ly thân" trong luật pháp, nhưng đối với đặc thù văn hóa - xã hội - gia đình của một nước Á đông như Việt Nam, việc tạo ra chế định này sẽ gây ra tác hại nhiều hơn là lợi ích, cụ thể như:
- Văn hóa Việt Nam coi trọng tình cảm gia đình, có mâu thuẫn thì vợ chồng thường "đóng cửa bảo nhau", hai bên họ hàng trao đổi nội bộ để tìm cách giải quyết. Chuyện vợ chồng đưa nhau ra tòa án giải quyết mâu thuẫn bị xem là điều tối kỵ, chỉ nên áp dụng khi hôn nhân không thể cứu vãn được nữa (cả hai đã quyết định ly hôn). Nếu tạo ra "chế định ly thân" thì vợ chồng sẽ phải đưa nhau ra tòa án để đăng ký ly thân, việc tòa án can thiệp vào quan hệ vợ - chồng khi họ chưa có ý định ly hôn là điều tối kỵ đối với văn hóa Việt Nam. Việc đó không chỉ gây thêm tổn thương cho tình nghĩa vợ chồng mà còn ảnh hưởng xấu đến tâm lý của con cái, họ hàng 2 bên nội - ngoại.
- Một trong những nguyên tắc cơ bản của chế độ hôn nhân Việt Nam là "nguyên tắc tự nguyện". Tự nguyện ở đây bao gồm cả việc tự nguyện trong giải quyết mâu thuẫn giữa vợ chồng. Các cặp vợ chồng chọn ly thân như giải pháp tạm thời để giải quyết mâu thuẫn khi cảm thấy hôn nhân chưa bế tắc đến mức phải ly hôn, trong thời gian ly thân họ sẽ tĩnh tâm, suy nghĩ kỹ lại những rạn nứt để có thể hàn gắn quan hệ và yêu thương nhau hơn. Có nhiều trường hợp ly thân chỉ có vợ chồng biết với nhau, họ giấu chuyện đó với con cái, gia đình, họ hàng để không ảnh hưởng tới tâm lý, tình cảm của người thân. Nếu Luật Hôn nhân và gia đình "hành chính hóa" việc ly thân, yêu cầu vợ chồng phải đưa nhau ra tòa án để tiến hành thủ tục ly thân thì rất có thể sẽ khoét sâu hơn mâu thuẫn vợ - chồng và khiến họ nhanh chóng tiến tới ly hôn[3].
- Trên thực tế rất khó để tòa án xác định một cặp vợ chồng đang trong tình trạng ly thân vì đây là quan hệ rất riêng tư. Có những cặp vợ chồng tuy sống cùng một nhà nhưng họ vẫn ly thân (không ăn chung, ngủ chung). Ngược lại, sẽ có những cặp vợ chồng tuyên bố ly thân tại tòa nhưng chỉ sau một thời gian ngắn họ quay lại chung sống với nhau và không thông báo với tòa án. Với đặc điểm của văn hóa Việt Nam, rất ít người muốn công khai tình trạng ly thân, và càng không muốn tòa án can thiệp vào. Do đó, việc quy định "chế định ly thân" là thiếu cơ sở, không có tính khả thi về mặt thực tiễn[4].
- Bản chất của ly thân không trầm trọng như ly hôn mà đó chỉ là sự tạm thời chia cắt về mặt tình cảm, không chấm dứt quan hệ với con cái, quan hệ tài sản và quan hệ hai bên nội - ngoại. Nếu tạo ra "chế định ly thân" thì sẽ phải quy định cả về các vấn đề liên quan như phân chia tài sản, quyền nuôi con, quyền chung sống... trong thời gian ly thân, tức là gần giống như ly hôn, gần như "xem ly thân là một bước để tiến tới ly hôn". Như vậy, "chế định ly thân" không những không góp phần ổn định gia đình, đời sống của vợ chồng mà ngược lại còn làm suy yếu và dễ dẫn đến đổ vỡ gia đình[4].
- Ngay trong Mục 1 của Thông báo số 26-TB/TW ngày 9/5/2011 của Ban Bí Thư Trung ương Đảng về sơ kết chỉ thị số 49-CT/TW [5], ngày 21/2/2005 của Ban Bí Thư (khoá IX) về "xây dựng gia đình thời kỳ công nghiệp hoá, hiện đại hoá đất nước" đã kết luận: một trong những tồn tại của gia đình xuất hiện ngày càng nhiều và chậm được khắc phục là ly thân. Như vậy, tư tưởng chỉ đạo của Trung ương Đảng đã coi ly thân là một hiện tượng mang tính tiêu cực, cần phải hạn chế để đảm bảo sự phát triển lành mạnh của gia đình. Nếu đưa "chế định ly thân" vào Luật Hôn nhân và gia đình thì vô hình trung luật pháp đã "hợp thức hóa" cho một hiện tượng tiêu cực trong xã hội, đi ngược lại tư tưởng chỉ đạo của Đảng Cộng sản Việt Nam.

Đại biểu Khúc Thị Duyền phản đối việc đưa vấn đề ly thân vào trong dự thảo luật Hôn nhân và gia đình. Chế định ly thân ảnh hưởng rất lớn đến mối quan hệ tình cảm của một trong hai bên, đặc biệt là tác động rất sâu sắc mọi mặt đến người vợ và con trẻ cũng như các thành viên trong gia đình. Thực tế mục đích của ly thân là nhằm giảm thiểu xung đột gay gắt trong quan hệ vợ chồng, cặp vợ chồng mong muốn không để mọi người biết về mâu thuẫn, nếu ly thân mà cũng phải ra tòa thì sẽ là không hợp lí. Bà khẳng định: "Trong thực tế có trường hợp ly thân, bạo lực, áp lực về tinh thần còn nặng nề và hơn cả bạo lực về thể xác. Về vấn đề ly thân theo quan điểm của tôi là không nhất trí đưa vào trong dự thảo luật"
Theo đại biểu Lê Văn Hoàng (TP Đà Nẵng), rất khó xác định được một cặp vợ chồng đang ly thân, đây là quan hệ riêng tư chỉ 2 vợ chồng mới hiểu được. Do đó, đưa vấn đề ly thân vào Luật thì cũng rất khó thực hiện. Mặt khác, khi quy định các vấn đề liên quan việc ly thân như phân chia tài sản, quyền nuôi con... thì gần như đã đánh đồng giữa ly thân và ly hôn, như vậy chẳng khác nào "xem ly thân là một bước để tiến tới ly hôn", đi ngược lại mục đích của ly thân là để vợ chồng có thời gian hàn gắn tình cảm. Ông kết luận: "Quy định về ly thân trong dự thảo Luật không những không góp phần ổn định cuộc sống vợ chồng mà còn làm suy yếu, dễ dẫn đến đổ vỡ, do đó nên cân nhắc không nhất thiết đưa vấn đề ly thân vào trong dự thảo"
Đại biểu Đặng Thị Kim Chi thì chỉ ra vấn đề khác: nếu quy định về chế định ly thân thì trong nhiều trường hợp rất khó thực hiện khi hôn nhân có yếu tố nước ngoài. Nếu công dân Việt Nam yêu cầu tòa án giải quyết ly thân, tòa án Việt Nam thụ lý sẽ gặp nhiều khó khăn trong khâu tống đạt văn bản tố tụng, nhất là đối với những nước chưa ký hiệp định tương trợ tư pháp
Đại biểu Nguyễn Thành Bộ cho rằng: nếu quy định trong luật về "chế định ly thân" thì sẽ làm phát sinh thêm rất nhiều số lượng công việc mà tòa án các cấp phải thụ lý. Quy định về "chế định ly thân" trong Luật hôn nhân và gia đình vô hình trung làm cho tế bào gia đình trở nên thiếu bền vững và càng dễ dẫn tới rạn vỡ hạnh phúc gia đình. Việc tồn tại ly thân kéo dài dẫn tới đời sống hôn nhân không trọn vẹn, do đó đối tượng chịu thiệt thòi nhiều nhất vẫn là phụ nữ và trẻ em. Thực trạng trong xã hội Việt Nam hiện nay vẫn tồn tại tình trạng sống ly thân, song đây là sự thỏa thuận mang tính riêng tư, tự nguyện, không cần thiết phải có sự can thiệp của tòa án. Việc tòa án đứng ra phán quyết việc sống ly thân sẽ càng thúc đẩy tiêu cực trong cuộc sống hôn nhân vợ chồng.